# Václav Exner
Václav Exner (* 20. září 1942 Bukovina u Čisté) je český politik, v 90. letech 20. století a počátkem 21. století poslanec České národní rady a Poslanecké sněmovny za Komunistickou stranu Československa, později za KSČM.

## Život
V roce 1960 dokončil studia na Průmyslové škole jaderné techniky v Praze a roku 1965 vystudoval Matematicko-fyzikální fakultu Univerzity Karlovy v Praze. Zde potom roku 1968 složil rigorózní zkoušku. Kromě toho v roce 1974 absolvoval vědeckou přípravu v oboru vojenské techniky na Vojenské akademii Antonína Zápotockého v Brně. Specializoval se na fyziku, automatizaci a programování. Profesně působil před nástupem profesionální politické dráhy ve funkci ředitele odboru organizace a automatizace v podniku zahraničního obchodu Omnipol. Je ženatý, má čtyři děti (mj. poslanec za STAN Martin Exner) a k roku 1999 měl šest vnoučat.

### Politická kariéra
Členem Komunistické strany Československa se stal již ve věku 20 let a zůstal jím trvale (s malou přestávkou v roce 1969[zdroj?]). Před rokem 1989 působil jako funkcionář základní stranické organizace a lektor politického vzdělávání.
Po sametové revoluci se nejprve angažoval v komunální politice. V komunálních volbách v roce 1990 byl zvolen členem obvodního zastupitelstva Praha 6 a stal se předsedou klubu členů zastupitelstva za KSČM. V zastupitelstvu setrval do poloviny roku 1993. Od února 1992 zasedal v České národní radě (nastoupil do ní jako náhradník poté, co rezignoval poslanec Jiří Jirásek.
Mandát v ČNR obhájil v řádných volbách v roce 1992, nyní za koalici Levý blok, kterou tvořila KSČM a menší levicové skupiny (volební obvod Praha). Od vzniku samostatné České republiky v lednu 1993 byla ČNR transformována na Poslaneckou sněmovnu Parlamentu České republiky. Během volebního období 1992–1996 přešel do samostatného poslaneckého klubu KSČM (poté, co se koalice Levý blok rozpadla na několik samostatných levicových frakcí). Od roku 1993 zasedal ve výboru petičním, pro lidská práva a národnosti a od roku 1995 i v organizačním výboru.
V té době již zastával významné stranické funkce. Od července 1993 působil jako místopředseda KSČM. Po vzniku samostatného sněmovního klubu KSČM byl jeho předsedou. Před komunálními volbami v roce 1994 zastával post šéfa operativního volebního štábu. Od roku 1995 v rámci zpřesnění kompetencí místopředsedů KSČM měl Exner portfolio místopředsedy strany pro ekonomiku. V prosinci 1999 se neúspěšně ucházel i o post předsedy KSČM. Zvítězil ale opětovně Miroslav Grebeníček se 168 hlasy, zatímco druhý Exner získal jen 62 hlasů od delegátů. Počátkem 21. století se uvádí jako představitel dogmatičtějšího, konzervativního křídla v rámci KSČM. Opětovně se o zisk předsednického postu v KSČM pokusil na sjezdu v roce 2004. Nyní ale získal jen 22 hlasů a nepostoupil do 2. kola. Zůstal ale i nadále místopředsedou KSČM. Funkci místopředsedy musel opustit až koncem roku 2006. Ústřední výbor ho tehdy z tohoto postu odvolal poté, co Exner čelil kritice za uzavření nevýhodných smluv na prodej a koupi stranických nemovitostí.
Mandát v poslanecké sněmovně mezitím obhájil ve volbách v roce 1996, volbách v roce 1998, volbách v roce 2002 a volbách v roce 2006. V období let 2004–2006 byl místopředsedou zahraničního výboru sněmovny.
V senátních volbách roku 2004 se neúspěšně pokoušel o zisk senátorského křesla za senátní obvod č. 25 – Praha 6. Získal ale jen 14 % hlasů a nepostoupil do 2. kola. Podobně bez úspěchu kandidoval za KSČM ve volbách do Evropského parlamentu v roce 2009.
V sněmovních volbách v roce 2010 mandát neobhájil. Byl totiž umístěn až na spodní místo kandidátní listiny. Na své další plány po odchodu z parlamentu reagoval s tím, že „jsem zapojen v odborném zázemí naší strany, budu v tom pokračovat.“ Následně učil na jednom pražském gymnáziu fyziku.
V roce 2011 se účastnil demonstrace pořádané v Praze německými a českými levicovými radikály pod heslem Třídní boj místo světové války. Akci svolal Komunistický svaz mládeže, ale KSČM se od ní distancovala.
Ve volbách do Evropského parlamentu v roce 2014 kandidoval na 14. místě kandidátky KSČM, ale neuspěl.

### Spolupráce s StB
V březnu 1992 bylo oznámeno, že Exner je pozitivně lustrován a byl v letech 1981 až 1982 evidován jako spolupracovník Státní bezpečnosti (StB) coby důvěrník (krycí jméno VRBA) a opět v roce 1989 jako důvěrník (krycí jméno IZÁK). Členka lustrační komise jeho angažmá v StB komentovala s tím, že „Věděl, že se stýká s příslušníky StB. Byl svolný opakovaně se s nimi stýkat mimo úřední místnosti a podával informace významné pro StB neoficiální cestou v utajovaném styku.“ Exner na tato zjištění reagoval s tím, že „Neorientoval jsem se v té době dost v právu ani v organizaci bezpečnosti. Nebyl jsem si vědom, s jakou složkou bezpečnosti se stýkám.“